# Shinji Mimura
Shinji Mimura (三村信史 Mimura Shinji?) es uno de los personajes de la novela Battle Royale, tanto en la novela como el manga y la película. Es el alumno n.º 19 según la lista de varones de su clase. En la película fue interpretado por Tsukamoto Takashi.

## Descripción
Físicamente Shinji es descrito como un muchacho atractivo y atlético, con una estatura de 1,72 mt, cabello corto y apariencia húmeda ya que siempre lo peinaba con gel, ojos penetrantes pero alegres y un aro de diseño intrincado en la oreja izquierda que perteneció a su difunto tío. 
A nivel emocional Shinji era un muchacho peculiar; creció en un hogar donde los padres tenían conversaciones normales y se comportaban como suelen hacerlo las familias, pero no confíaban el uno en el otro y no se apoyaban, acumulado un mutuo disgusto. Lo anterior se debía a que su padre, descrito por Shinji como un hombre vil, era un burócrata excelente pero un esposo infiel; su madre por otro lado prefería buscar constantemente pasatiempos que le permitieran ignorar a su familia; esto hizo de la relación con su familia era básicamente protocolar ya que no había genuinas emociones entre ellos.
Su tío, hermano de su padre, resultó ser un caso completamente opuesto que ayudó a equilibrar la vida del muchacho, por lo que este siempre se refirió a él como el responsable de su educación, ya que fue quien le enseñó todo lo que sabía, desde jugar baloncesto a la informática y el hackeo, pero por sobre todo intentó inculcarle valores que a ojos de su sobrino lo convirtieron en una genuina figura paterna, que incluso a dos años de su muerte aun marcaba su influencia sobre el joven. Shinji poseía dos recuerdos de su tío, el primero fue su característico arete que originalmente fue propiedad de la difunta novia de su tío. El segundo era una navaja que le regaló en su infancia con un llavero en su empuñadura del cual colgaba un pequeño cilindro metálico que posteriormente el joven descubriría que contenía un pequeño pero potente explosivo químico que por mucho tiempo hizo al joven cuestionarse cuanto no sabía sobre la vida de su tío.
Por su parte Shinji era consciente de cuan atractivo y encantador resultaba para las mujeres, lo que le había valido en tener una vida sexual activa desde la secundaria, pero nunca se había enamorado de nadie, siendo incluso incapaz de comprender los sentimientos hacia una pareja, cosa que su tío intentaba paliar con sus consejos: "Vas a terminar hastiado a ese ritmo. No es malo amar a alguien y ser amado por alguien. Date prisa y encuentra una buena chica...". A pesar de ello, reconocía como un genuino objeto de su amor a Yutaka Seto, su mejor amigo, aunque esto no era en un sentido romántico, Shinji era consciente de que así como no había sido capaz de enamorarse de las chicas con que intimó, su aprecio por Yutaka implicaba una amistad y cariño que duraría toda su vida.
Académicamente Shinji no sobresalía, solo en inglés y matemáticas tenía notas regulares mientras que en lo demás sus calificaciones eran malas, aun así su inteligencia era evidente para todos, lo que intimidaba a algunas personas; su conocimiento sobre el mundo real era increíble y conocía mucha información del extranjero que no se podía conseguir en el país. Había desarrollado también una gran variedad de habilidades en piratería informática y pelea que aprendió de su tío. Shinji poseía una opinión muy madura, muy por encima de sus compañeros, sabía que decir para animar a la gente, siendo fácil relacionarse con él y ser su amigo, aunque pensaba que las personas deberían ser castigadas de acuerdo con sus acciones, lo que lo hacía inflexible y severo a la hora de enfrentar a quienes consideraba habían sido deshonestos.
Aunque nunca era arrogante, sabía que le resultaba atractivo a las mujeres y sabía aprovecharlo siendo considerado un playboy por sus compañeros, aunque nunca llegó a sentir amor por ninguna mujer por lo que para él son incomprensibles los sentimientos de Yutaka Seto por Izumi Kanai; según el manga, a su tío hasta el momento de su muerte le preocupó que este rasgo lo llevara a volverse alguien igual a su padre, quien era un hombre promiscuo e infiel.

## En el programa

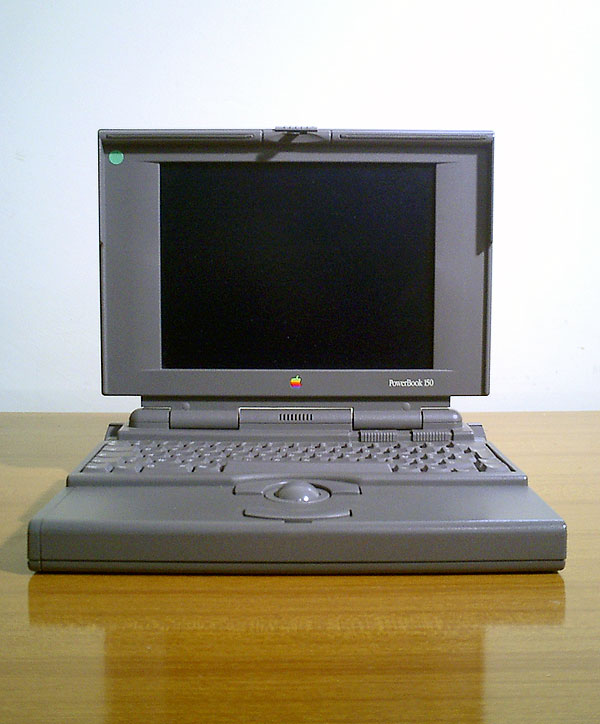
PowerBook 150, el ordenador usado por Shinji para hackear las computadoras del Programa.

Antes que el programa comenzara, Shinji evita que Noriko Nakagawa y Shuya Nanahara sean asesinados en el colegio como sucedió con Yoshitoki Kuninobu, encarando a Sakamochi para que le permita ayudarla a volver a su asiento. Luego propone que el juego se aplazara hasta que la herida de Noriko sanara, aunque esto no obtiene buen resultado. En el manga evita que le dispare señalando que si el encargado mata a los jugadores antes de iniciar el juego interferirá con el desarrollo satisfactorio del evento, insinuando con ello que sus superiores se molestarían por arruinar el juego de apuestas que acostumbran llevar a cabo secretamente las autoridades durante el programa.
Shinji fue uno de los últimos estudiantes en abandonar la escuela y no esperó a nadie. Él no fue llamado por Yukie Utsumi y su grupo ya que su inteligencia intimidó a algunas de ellas y también porque desconfiaban de su fama de mujeriego, así que vagó solo hasta que Yumiko Kusaka y Yukiko Kitano intentaron llamar a todos para que se unieran, tras sus muertes a manos de Kazuo Kiriyama se encontró con Yutaka Seto, su mejor amigo, y ambos unieron fuerzas.
Shinji consigue un PowerBook en una casa y formula un plan de escape que consistía en piratear el sistema informático de los militares y desactivarlo para que los collares se desactivaran y poder huir de la isla nadando. Sin embargo, Sakamochi monitoreaba las conversaciones de todos a través de sus collares, por lo que lograron detener el pirateo de Shinji. Cuando su plan falló, Shinji comprendió que los collares poseían micrófonos y a partir de ese momento él y Yutaka escribieron todas sus conversaciones privadas en la parte posterior de sus mapas mientras mantenían conversaciones falsas para engañar a Sakamochi.
Shinji ideó un nuevo plan: fabricar una bomba casera utilizando el explosivo de su navaja como detonador, suspenderla por encima de la escuela con alambre, hacer volar el edificio y escapar cuando todos los sistemas de Sakamochi fueran destruidos. Se pusieron a trabajar de inmediato con Yutaka recolectando los materiales y Shinji ensamblándola.

## Destino

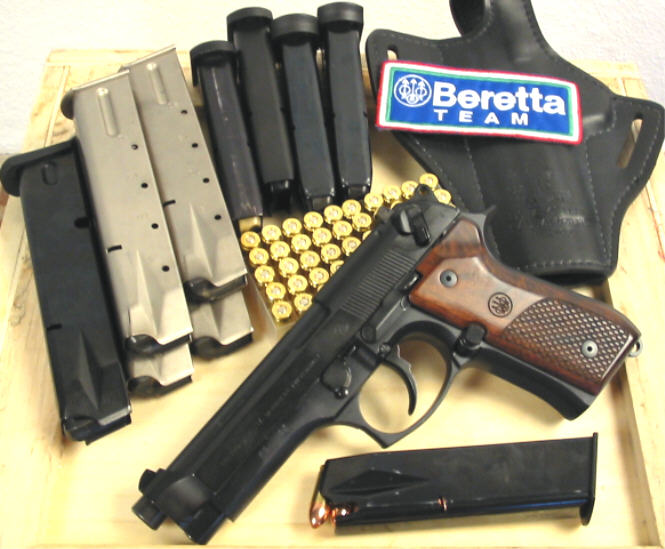
Beretta 92FS, el arma asignada a Shinji en el Programa.

Cuando terminaron su trabajo y tenían el cable, trasladaron la bomba al almacén de la asociación agrícola de la isla, sin embargo, sus linternas atrajeron la atención de Keita Iijima, que estaba desesperado por unirse a algún grupo que lo protegiera. Shinji fue categórico en rechazarlo; aunque anteriormente fueron amigos, Shinji rompió relaciones con él después de una ocasión cuando Keita abandonó a Shinji a su suerte mientras lo atacaban unos matones y solo reapareció tras acabar la pelea fingiendo no saber lo que sucedió.
Keita, sin embargo insiste en quedarse por lo que Shinji intenta ahuyentarlo con un disparo de advertencia que accidentalmente lo mata. Esto lo lleva a una discusión con Yutaka quien creyó que Shinji estaba jugando el juego hasta que este le entrega su arma como muestra de confianza. Cuando los dos se reconcilian, Kazuo Kiriyama los embosca y asesina a Yutaka; Shinji inicia un tiroteo donde no logra herir a su oponente pero él recibe al menos diez impactos; al final, comprendiendo que iba a perder, decide detonar la bomba para matarlo por lo que escapa hacia el almacén asegurándose que Kiriyama lo siga donde logra activarla, volar el edificio y escapar antes que la detonación lo alcance. Aunque la explosión es potente y devastadora, Kiriyama sale ileso al esconderse en un camión, asesinando a Shinji tan pronto como sale del vehículo.